# Бел (сын Посейдона)
Бел (др.-греч. Βῆλος) — персонаж древнегреческой мифологии, царь Египта. Сын Посейдона и Ливии, брат-близнец Агенора. Предок ряда мифологических героев, включая Персея и Геракла. Во многих античных текстах отождествляется с восточным божеством Баалом.

## Происхождение
Матерью Бела была Ливия, дочь царя Египта Эпафа — сына Зевса от Ио; таким образом, Бел происходил от первых царей Аргоса. Ливия забеременела от морского бога Посейдона и родила двух близнецов — Бела и Агенора.

## Бел в мифологии
Бел был царём Египта, тогда как его брат Агенор правил Сидоном и Тиром в Финикии. Нонн Панополитанский называет его «Зевсом Ливийским». Бел фигурирует главным образом в родословных других персонажей греческой мифологии, а непосредственно о нём мифы рассказывают немногое. При этом чем дальше, тем больше античные писатели отождествляют легендарного царя Египта с восточным божеством Баалом (другие варианты имени — Ваал, Бааль, Бел). Немецкий антиковед Карл Тюмпель полагает, что имя Бела могло быть греческого происхождения. Роберт Грейвс уверен, что это имя и даже собственно персонаж — результат заимствования из восточной мифологии: «Бел — это Ваал Ветхого Завета и Бел апокрифов. Своё имя он получил от шумерской лунной богини Белили, которую сверг».
Павсаний называет Бела «каким-то египтянином, сыном Ливии», имя которого получил вавилонский бог. Согласно Псевдо-Гигину, Бел первым начал сражаться мечом (до него это делали дубинами), и поэтому от его имени было образовано слово, обозначающее войну (bellum). Диодор Сицилийский пишет, что Бел возглавил египетских переселенцев, основавших колонию на реке Евфрат; в новом городе он сформировал жреческую коллегию, получившую от вавилонян название «халдеи». Члены этой коллегии наблюдали за звёздами и были освобождены от каких-либо податей.

## Потомки
Бел был женат на Анхиное, дочери речного бога Нила. В этом браке родились близнецы Египт и Данай; первый правил Египтом и Аравией, второй — Ливией. Согласно Еврипиду, детьми Бела были также Кефей (царь Эфиопии) и Финей, жених Андромеды. Ферекид пишет, что у Бела была ещё дочь по имени Дамно. Она вышла замуж за своего дядю Агенора и родила Феникса (основателя финикийского царства) и двух дочерей, Ису и Мелию, вышедших замуж за своих кузенов — Египта и Даная.
Согласно Гесиоду, у Бела была дочь Фрония, которая от Гермеса родила Араба, отца Кассиопеи и эпонима Аравии. Нонн Панополитанский в своих «Деяниях Диониса» говорит, что Бел был отцом пятерых сыновей: Финея, Феникса, Агенора, Египта и Даная.